# Silví de Tolosa
|  | No s'ha de confondre amb Silvi de Tolosa. |

Silví (Tolosa, segona meitat del segle vii - Morinnie, Artois, 17 de febrer del 717) fou un religiós occità, actiu a la regió de Thérouanne (actual Pas de Calais). És venerat com a sant per l'Església catòlica. No té cap fonament la seva identificació amb el bisbe Selvi de Tolosa (o Silvi) del segle iv.

## Biografia
Silví era natiu de Tolosa, d'una família noble originària del nord de França. Els seus pares el volien casar amb una noia de la mateixa condició, però volia abraçar la religió va abandonar la promesa, la família i la ciutat i va fer diverses peregrinacions entre les quals una a Terra Santa.

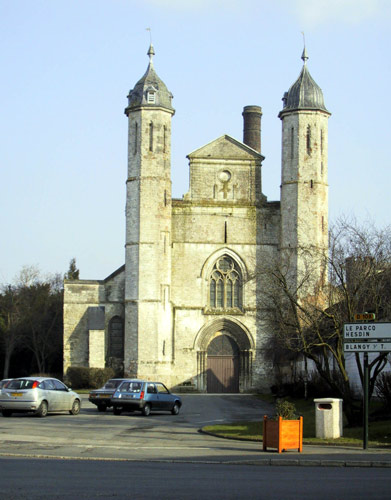
Abadia d'Auchy, fundada per Silví

En tornar, va anar a Roma on fou consagrat bisbe regionari amb el desig de predicar la fe a llocs llunyans on la fe catòlica encara no estès establerta o anunciada. Va evangelitzar la regió del Comtat de Thérouanne, actualment al Pas de Calais. Al final dels seus dies es va retirar a l'Artois, on tenia terres i d'on venia la seva família. Hi va fer construir dues esglésies properes al monestir de monges benedictines d'Auchy, que havia fundat.
Va morir el 17 de febrer del 717 i fou enterrat pels monjos de Saint-Riquier; Siquerda, abadessa d'Auchy-les-Moines, va fer erigir al lloc de la seva sepultura un superb mausoleu.
Venerat com a sant, la seva festivitat litúrgica és el 17 de febrer. Les seves relíquies eren a l'església de Saint-Bertin de Saint-Omer.